# 意気地なしマスカレード
「意気地なしマスカレード」（いくじなしマスカレード）は日本の女性アイドル・指原莉乃の楽曲。
秋元康により作詞、田中俊亮により作曲され、指原莉乃 with アンリレ名義でリリースされている。2012年10月17日に指原の2作目のシングルとしてavex traxから発売された。

## 概要
指原はデビュー曲「それでも好きだよ」の発売後、所属していた女性アイドルグループAKB48から姉妹グループのHKT48へ移籍した。本楽曲は、移籍後に初めてリリースされたソロ曲である。
楽曲のシングルCDは、Type-A、B、C、Dの4種類がリリースされた。Type-Dは劇場盤ともよばれる販路限定盤で、サイト「mu-moショップ」を通して販売された。Type-A、B、Cの3種にはそれぞれ収録内容の異なるDVDが付属している。CDの収録曲およびジャケットは4種類それぞれで異なっている。特典として、Type-A、B、Cの3種それぞれの初回製造分にはトレーディングカード（全5種のうちランダムで1種）およびイベント応募券が封入されている。劇場盤には握手会参加券が封入されているが、これとは別に握手会参加券がなく代わりに生写真（全3種のうちランダムで1種）が封入されているバージョンも販売されている。
楽曲は2012年6月25日に開催された『指原莉乃プロデュース 第一回ゆび祭り～アイドル臨時総会～』で指原のソロで初披露。シングルのカップリング曲「ifの妄想」と「遠い街へ」は指原初の作詞楽曲となっている。
同年11月4日に福岡、12月9日に東京でリリース記念イベント「指原ボンバイエ」を開催。指原対アンリレという構図で「セクシーボイス対決」「ジュリアナ椅子とり対決」「ゴムパッチン綱引き対決」の3番勝負をプロレスリング上で行った。イベントに先駆け、AKB48のYouTube公式チャンネルにてイベントの予告動画「指原莉乃 vs アンリレ センターを賭けた戦い」が公開された。

### タイアップ
楽曲は、以下のメディアで使用された。
- 松竹配給映画『劇場版ミューズの鏡〜マイプリティドール〜』主題歌[6]
- 常盤薬品工業「なめらか本舗」CMソング[7]

## アンリレ
アンリレは、川栄李奈・加藤玲奈・入山杏奈による新ユニット。入山の名前の杏（アン）、川栄の李（リ）、加藤の玲（レ）を繋げた名前。
2012年9月24日放送の『豪華!秋の歌祭り!HEY!HEY!HEY!お台場から生放送スペシャル!!』にて楽曲を披露する際「指原莉乃 with アンリレ」として4人で初めてパフォーマンスを行った。指原のソロ歌唱であり「アンリレ」の3人はダンスのみのパフォーマンスではあるが、テレビ番組やType-A収録のミュージックビデオおよびType-Aのジャケットでは川栄がセンターポジションを務め、ジャケット写真における指原の立ち位置は右端（上手側）である。

### メンバー
| 氏名                     | 愛称       | 生年月日              | 備考         |
| ------------------------ | ---------- | --------------------- | ------------ |
| 川栄李奈 かわえい りな   | りっちゃん | 1995年2月12日（30歳） | AKB48チームA |
| 入山杏奈 いりやま あんな | あんにん   | 1995年12月3日（29歳） | AKB48チームA |
| 加藤玲奈 かとう れな     | れなっち   | 1997年7月10日（27歳） | AKB48チームB |

- 2014年5月25日に発生したAKB48握手会傷害事件において、その被害を受けなかったメンバーは加藤のみである[10]。
- 2015年8月4日にメンバーのうち、川栄李奈がAKB48から卒業[10]。残った加藤も2022年2月に[11]、入山も同年3月に相次いで卒業[12]しており、アンリレメンバー全員がAKB48での活動を終えたことになる。

## チャート成績
「意気地なしマスカレード」のシングルCDは、発売前日（集計初日）の2012年10月16日付オリコンデイリーシングルチャートで推定売上枚数約2.8万枚を記録し、同日発売のKARA「エレクトリックボーイ」に続き初登場で2位にランクインした。
同年10月29日付オリコン週間シングルチャートで初動売上約6.8万枚を記録し、初登場1位にランクインした。シングルの1位獲得は指原自身初、AKB48グループにおけるソロデビュー組では前田敦子「Flower」、板野友美「ふいに」に続く3人目となった。

## シングル収録トラック

### Type-A
| #  | タイトル                                    | 作詞     | 作曲     | 編曲           | 時間 |
| -- | ------------------------------------------- | -------- | -------- | -------------- | ---- |
| 1. | 「意気地なしマスカレード」                  | 秋元康   | 田中俊亮 | 野中“まさ”雄一 | 3:58 |
| 2. | 「ソフトクリーム・キス」                    | 秋元康   | 福田貴訓 | 伊東大和       | 3:57 |
| 3. | 「ifの妄想」                                | 指原莉乃 | 小森雄壱 | 小森雄壱       | 4:28 |
| 4. | 「意気地なしマスカレード (off vocal ver.)」 |          |          |                |      |
| 5. | 「ソフトクリーム・キス (off vocal ver.)」   |          |          |                |      |
| 6. | 「ifの妄想 (off vocal ver.)」               |          |          |                |      |

| #  | タイトル                                                         | 作詞 | 作曲・編曲 |
| -- | ---------------------------------------------------------------- | ---- | ---------- |
| 1. | 「「意気地なしマスカレード」Music Video 〜川栄李奈センターver.」 |      |            |
| 2. | 「指原莉乃のおもてなし 〜アンリレとあったか鍋パーティー」        |      |            |

### Type-B
| #  | タイトル                                    | 作詞       | 作曲       | 編曲           | 時間 |
| -- | ------------------------------------------- | ---------- | ---------- | -------------- | ---- |
| 1. | 「意気地なしマスカレード」                  | 秋元康     | 田中俊亮   | 野中“まさ”雄一 |      |
| 2. | 「ソフトクリーム・キス」                    | 秋元康     | 福田貴訓   | 伊東大和       |      |
| 3. | 「MajiでKoiする5秒前」                      | 竹内まりや | 竹内まりや | 伊東大和       | 4:22 |
| 4. | 「意気地なしマスカレード (off vocal ver.)」 |            |            |                |      |
| 5. | 「ソフトクリーム・キス (off vocal ver.)」   |            |            |                |      |
| 6. | 「MajiでKoiする5秒前 (off vocal ver.)」     |            |            |                |      |

| #  | タイトル                                                         | 作詞 | 作曲・編曲 |
| -- | ---------------------------------------------------------------- | ---- | ---------- |
| 1. | 「「意気地なしマスカレード」Music Video 〜指原莉乃センターver.」 |      |            |
| 2. | 「指原莉乃 vs アンリレ さしこのクイズ大会」                      |      |            |

### Type-C
| #  | タイトル                                    | 作詞                        | 作曲     | 編曲           | 時間 |
| -- | ------------------------------------------- | --------------------------- | -------- | -------------- | ---- |
| 1. | 「意気地なしマスカレード」                  | 秋元康                      | 田中俊亮 | 野中“まさ”雄一 |      |
| 2. | 「ソフトクリーム・キス」                    | 秋元康                      | 福田貴訓 | 伊東大和       |      |
| 3. | 「意気地なしマスカレード（博多弁ver.）」    | 秋元康 兒玉遥（博多弁訳詞） | 田中俊亮 | 野中“まさ”雄一 | 3:59 |
| 4. | 「意気地なしマスカレード (off vocal ver.)」 |                             |          |                |      |
| 5. | 「ソフトクリーム・キス (off vocal ver.)」   |                             |          |                |      |

| #  | タイトル | 作詞 | 作曲・編曲 |
| -- | --- | ---- | ---------- |
| 1. | 「「意気地なしマスカレード」Music Video 〜映画『劇場版ミューズの鏡〜マイプリティドール〜』特別編集版」                           |      |            |
| 2. | 「指原莉乃の気ままに博多めぐり」 1. 「初めての○○」 2. 「水族館でギョギョギョ」 3. 「長浜ラーメン屋台対談 指原莉乃×小林よしのり」 |      |            |

### Type-D
| #  | タイトル                                    | 作詞     | 作曲     | 編曲           |
| -- | ------------------------------------------- | -------- | -------- | -------------- |
| 1. | 「意気地なしマスカレード」                  | 秋元康   | 田中俊亮 | 野中“まさ”雄一 |
| 2. | 「ソフトクリーム・キス」                    | 秋元康   | 福田貴訓 | 伊東大和       |
| 3. | 「遠い街へ」                                | 指原莉乃 | 夏海     | division L     |
| 4. | 「意気地なしマスカレード (off vocal ver.)」 |          |          |                |
| 5. | 「ソフトクリーム・キス (off vocal ver.)」   |          |          |                |
| 6. | 「遠い街へ (off vocal ver.)」               |          |          |                |